# 劉垓 (隆慶進士)
劉垓（1542年—？），字達可，號肖華，湖廣承天府潛江縣人，明朝政治人物。

## 生平
隆庆四年（1570年）庚午科湖廣鄉試第四名舉人，隆慶五年（1571年）中式辛未科會試第一百二十六名，三甲第一百六十三名進士。大理寺觀政，授太平府推官，萬曆五年（1577年）升刑部主事，六月调禮部，因恳救吴、赵二太史，被廷杖，又忤执政輔臣，八年降六安州同知，十年升東川军民府通判，十一年升南刑部主事，十四年升南礼部祠祭司署郎中事主事，三月升雲南提学佥事，十五年京察，降调两淮运判，升庐州府通判。謝政歸，創同仁書院講學，置義田、倉塜賑濟貧困，乡人感恩戴德。家居十余年卒。

## 家族
曾祖劉敘和；祖父劉巨秀，號秋畹，累封工部員外郎；父劉勳，號北華，工部郎中進階奉直大夫。母金氏（累封宜人）；前母王氏（累贈宜人）。永感下。兄刘日升。弟刘埏。